# Ceropegia sootepensis
Ceropegia sootepensis là một loài thực vật có hoa trong họ La bố ma. Loài này được Craib mô tả khoa học đầu tiên năm 1911.